# غرفة مقباة

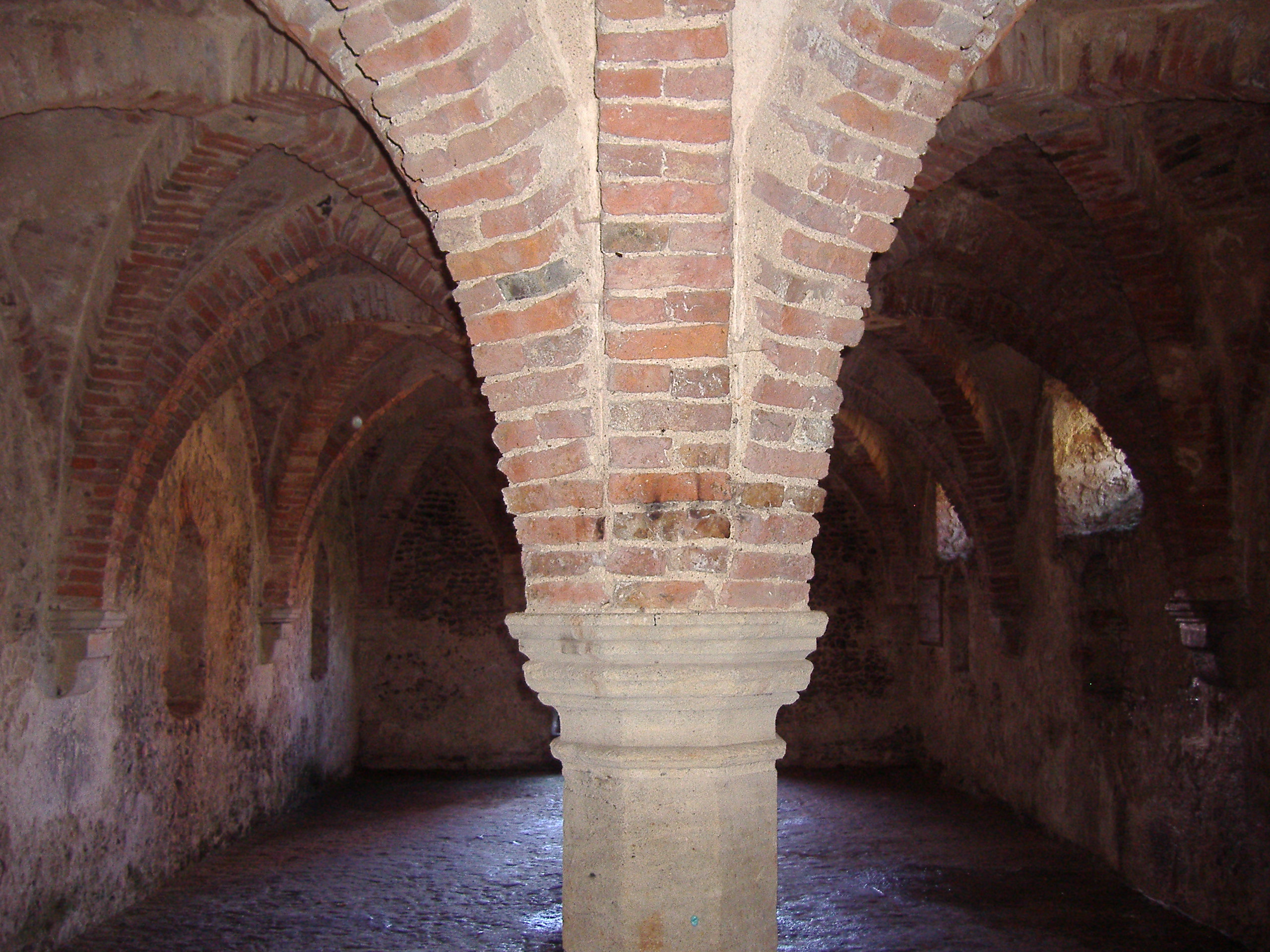
غرفة مقباة في نورفك

الغرفة المُقبَاة (بالإنجليزية: undercroft)‏ تكون تقليديًا قبوً أو غرفةً للتخزين، وغالبًا ما تكون مبنيةً من الطوب والمقببة، وتستخدم للتخزين في المباني منذ العصور الوسطى. في الاستخدام الحديث، تُعتبر الطبقة السفلية بشكل عام منطقة أرضية (على مستوى الشارع) مفتوحةً نسبياً على الجوانب، ولكنها مغطاةٌ بالمبنى من الأعلى.